# Zielony szlak
Zielony szlak (greenway) — wielofunkcyjny szlak dziedzictwa przyrodniczo-kulturowego, tworzony wzdłuż rzek, historycznych tras handlowych, naturalnych korytarzy przyrodniczych i nieużytkowanych traktów kolejowych (tak zwane rails-to-trails), służące niezmotoryzowanym formom transportu, ekoturystyce i promocji zdrowego stylu życia – między innymi rowerowe, piesze, biegowe, rolkowe, kajakowe i inne.

## Definicja
Amerykański autor Charles Little w swojej książce z 1990 roku, Greenways for America definiuje zielony szlak jako:
Liniowa otwarta przestrzeń utworzona wzdłuż naturalnego korytarza, takiego jak nabrzeże rzeki, dolina strumienia lub linia grzbietu, lub na lądzie wzdłuż pasa drogowego linii kolejowej przekształconej do użytku rekreacyjnego, kanału, drogi widokowej lub innej trasy. Jest to naturalny lub zagospodarowany tor dla pieszych lub rowerzystów; łącznik w otwartej przestrzeni łączący parki, rezerwaty przyrody, obiekty kulturowe lub miejsca historyczne ze sobą i z obszarami zaludnionymi; lokalnie niektóre parki pasowe lub liniowe oznaczone jako parkway lub greenbelt. 
European Greenways Association (EGWA) przyjęło definicję Greenways zawartą w Deklaracji z Lille:
Greenways to zielone korytarze turystyczne, rekreacyjne i komunikacyjne tworzone dla niezmotoryzowanych form transportu. To niezależne i niekolidujące z transportem samochodowym ścieżki biegnące wzdłuż dawnych, historycznych szlaków, naturalnych korytarzy ekologicznych lub opuszczonych i nieużytkowanych traktów komunikacyjnych (tzw. rails-to-trails). Ich celem jest promocja aktywnego stylu życia, poprawa zdrowia, ochrona środowiska naturalnego, zmniejszanie zanieczyszczeń powodowanych przez motoryzację oraz tworzenie bezpiecznych tras dojazdu lub dojścia do pracy i szkoły.

## Historia
Za kolebkę ruchu greenways uważa się Stany Zjednoczone. Słowo greenway pojawiło się tam po raz pierwszy w latach 50. XX wieku w kontekście ścieżek rekreacyjnych (pieszych i rowerowych) służących promocji aktywnego stylu życia i niezmotoryzowanych środków transportu, tworzonych głównie na terenach miejskich. W roku 1987 dzięki wspólnej inicjatywie prezydenckiej Komisji ds. rekreacji – President’s Commission on American Outdoors (kierowanej przez ówczesnego gubernatora stanu Tennessee – Alexandra Lamara) oraz aktywności ówczesnego prezydenta National Geographic Society – Gilberta Grosvenora ogłoszono długofalowy cel strategiczny – „utworzenie sieci greenways w całej Ameryce!”.
W 1997 roku w Namur, w Belgii powstało Europejskie Stowarzyszenie Greenways (European Greenways Association – EGWA), które skupia organizacje i instytucje zajmujące się tworzeniem i promocją greenways z 16 krajów. Członkiem EGWA jest m.in. Stowarzyszenie Greenways Polska.

## Szlaki greenways
Wybrane szlaki greenways w Europie Środkowej i Wschodniej:
- Bursztynowy Szlak (Budapeszt – Kraków i projektowany Kraków – Gdańsk) wraz z pętlami w regionach: Krainą Rowerową przy Bursztynowym Szlaku na Lubelszczyźnie, Zielonym Szlakiem „Nowa Huta – Dłubnia” w Krakowie Nowej Hucie
- Zielony Rower – Greenway Karpaty Wschodnie (Polska, Słowacja, Ukraina)
- Szlak Odry (Polska)
- Greenway Naszyjnik Północy (Polska)
- Podlaski Szlak Bociani (Polska)
- Praga-Wiedeń Greenway(inne języki) (Republika Czeska, Austria) wraz z lokalnymi pętlami, takimi jak Szlak Dziedzictwa Rodziny Liechtenstein
- Morawskie Szlaki Wina (Morawy Południowe, Republika Czeska)
- Szlak Wód Mineralnych, Szlak Sosny, Złoty Szlak (Rumunia)
- Błękitny Naszyjnik Rossonów, Szlak W krainie żółtych lilii wodnych i siwych głazów narzutowych, Igumeńskie Konne Ścieżki, Szlak Niemna (Białoruś)
- Szlak Pokoju – Via Pacis Pannoniae (Serbia, Chorwacja).